# Бокс (филм, 1892)
Вижте пояснителната страница за други значения на Бокс.
„Бокс“ (на английски: Boxing) е американски късометражен документален ням филм от 1892 година, заснет от режисьорите Уилям Кенеди Диксън и Уилям Хейс в лабораториите на Томас Едисън в Ню Джърси.

## Продукция
Филмът е експериментален и никога не е излъчван пред публика. Отделни сцени от него са били публикувани в списанието „The Phonogram“ през 1892 година.